# Blanche (roman)
Pour les articles homonymes, voir Blanche.
Blanche est le troisième roman de Patrice Pluyette (paru le 24 août 2006).

## Résumé
Blanche s'apprête à sauter en parachute pour filmer le visage de ceux qui sautent en même temps qu'elle. Le narrateur, son compagnon, a trop peur, il ne saute pas. Bientôt, Blanche est enceinte. L'embryon se forme, les parents essayent de suivre son évolution, les étapes de sa croissance. Tout semble conduire au bonheur. Un homme appelle, il parle longuement au téléphone, à Blanche, au narrateur. Celui-ci part, jusque sur une île, dans une maison où il passe la nuit. Est-ce son père qu'il va rencontrer ? Sa mère, en tout cas, est morte peu après sa naissance : on croyait le bébé condamné, elle lui a donné l'énergie de la vie au prix de la sienne. Il repart à l'aube. Blanche devait le rejoindre, elle s'est trompée de train, a eu un malaise, elle est hospitalisée quelques jours pour des contrôles, il la rejoint et accepte l'hospitalité d'un homme rencontré par hasard. Blanche se sent seule. Là-haut, des gens s'envolent en parapente. Elle ne résiste pas à la tentation du saut. Un saut dans le vide. On la suppose morte. Mais sa vie continue, dans le rêve éveillé de son compagnon...

## Extraits du roman
La première phrase
C'est vrai que le monde est attirant vu d'ici. On l'aperçoit entre les jambes de Blanche, entre ses jambes et ses bras, par-dessus sa tête, dans les espaces que son corps n'occupe pas.
La phrase à retenir
Blanche dit que le vide est un désert dans lequel on se sent seul et cette solitude ne ressemble à aucune autre car l'immensité du ciel est la plus grande immensité qui soit, plus grande que le désert lui-même ; l'homme y est perdu d'avance.
Morceau choisi
Certains matins, je l'entends qui se prépare plus tôt que d'habitude. Il fait nuit et les voitures dans la rue ne passent pas encore. Elle engage un rouleau dans le boîtier de son appareil photo, fourre l'appareil dans son sac et s'éclipse. Je trouve sur sa table de lit des billets de train pour des destinations lointaines. Je m'imagine ses journées. Toutes ces images accumulées. Ces kilomètres parcourus en si peu de temps.J'aimerais [... ]